# 圣路易斯 (亚利桑那州)
圣路易斯（英文：San Luis），是美国亚利桑那州尤马县下属的一座城市。面积约为32.1平方英里（约合83.1平方公里）。根据2010年美国人口普查，该市有人口25,505人，人口密度为796.3/平方英里。在建制上，该市属于“City”。